# Comisión Nacional del Medio Ambiente
La Comisión Nacional del Medio Ambiente (CONAMA) fue un organismo del Estado de Chile dedicado a promover, cuidar, vigilar y patrocinar el cuidado y cumplimiento de las políticas medioambientales así como administrar el sistema de evaluación de impacto ambiental, entre 1994 y 2010.
La Conama fue creada en marzo de 1994, mediante la Ley sobre Bases Generales del Medio Ambiente (Ley N.º 19.300), siendo José Goñi su primer Director Ejecutivo. La comisión fue trancformada y sus funciones fueron transferidas al Ministerio del Medio Ambiente, el Servicio de Evaluación Ambiental y la Superintendencia del Medio Ambiente  el 1 de octubre de 2010.

## Funciones
La Ley de Bases Generales del Medio Ambiente establecía como responsabilidades de CONAMA:
- actuar como un servicio de consulta, análisis, comunicación y coordinación en materias relacionadas con el medio ambiente.
- debe proponer políticas para la gestión ambiental al Presidente de la República e informar sobre el cumplimiento de la legislación vigente.

Esto se traduce en que es el órgano encargado de:
- Administrar el Sistema de Evaluación de Impacto Ambiental (SEIA), para introducir la dimensión ambiental en el diseño, ejecución, seguimiento y fiscalización de proyectos o actividades que se realicen en el país.
- Promover la educación ambiental para formar una ciudadanía que se reconozca como parte del mundo natural y conviva armónicamente con él. Hoy existen los programas: Forjadores Ambientales y Sistema Nacional de Certificación Ambiental para Escuelas.
- Financiar proyectos o actividades destinados a la protección o reparación del medio ambiente, la preservación de la naturaleza o la conservación del patrimonio ambiental, a través del Fondo de Protección Ambiental.
- Elaborar normas ambientales y planes de prevención y descontaminación, instrumentos de gestión orientados a la recuperación de la calidad ambiental en el país.
- Promover la participación ciudadana en los procesos de toma de decisiones ambientales de los órganos administrativos con competencia en estas materias.
- Mantener el Sistema Nacional de Información Ambiental (SINIA), para ofrecer gratuitamente el acceso ciudadano a información sobre diferentes temáticas ambientales.
- Coordinar a los organismos vinculados con el apoyo internacional a proyectos ambientales y, junto con la Agencia de Cooperación Internacional del Ministerio de Planificación y Cooperación (MIDEPLAN), ser contraparte en proyectos ambientales con financiamiento internacional.

## Estructura
La Comisión Nacional del Medio Ambiente era un servicio público funcionalmente descentralizado, con personalidad jurídica y patrimonio propio, que se relacionaba directamente con el presidente de la República.
Sin perjuicio de lo anterior, debido a que conforme al ordenamiento vigente los actos administrativos debían dictarse a través de una Secretaría de Estado, éstos se hacían a través del Ministerio Secretaría General de la Presidencia (Segpres).
El presidente de la Comisión Nacional del Medio Ambiente —cargo creado en 2007— tenía el rango de un ministro de Estado. Asimismo, el director ejecutivo de la CONAMA era el jefe superior del servicio y poseía su representación legal.
Desde 2007, los órganos de la Comisión eran: el Consejo Directivo, el Ministro Presidente de la Comisión Nacional del Medio Ambiente, la Dirección Ejecutiva, el Consejo Consultivo y las Comisiones Regionales del Medio Ambiente (COREMAs).

### Directores ejecutivos
Su dirección ejecutiva estuvo a cargo de las siguientes personas:
| Director ejecutivo | Partido político | Partido político | Inicio            | Final             | Presidente | Presidente              |
| ------------------ | ---------------- | ---------------- | ----------------- | ----------------- | ---------- | ----------------------- |
| José Goñi Carrasco |                  | PPD              | marzo de 1994     | julio de 1995     |            | Eduardo Frei Ruiz-Tagle |
| Vivianne Blanlot   |                  | PPD              | julio de 1995     | julio de 1997     |            | Eduardo Frei Ruiz-Tagle |
| Rodrigo Egaña      |                  | PS               | julio de 1997     | marzo de 2000     |            | Eduardo Frei Ruiz-Tagle |
| Adriana Hoffmann   |                  | Ind.             | marzo de 2000     | noviembre de 2001 |            | Ricardo Lagos Escobar   |
| Gianni López       |                  | Ind.             | noviembre de 2001 | febrero de 2004   |            | Ricardo Lagos Escobar   |
| Paulina Saball     |                  | PPD              | febrero de 2004   | marzo de 2006     |            | Ricardo Lagos Escobar   |
| Ana Lya Uriarte    |                  | PS               | marzo de 2006     | marzo de 2007     |            | Michelle Bachelet Jeria |
| Álvaro Sapag       |                  | PPD              | marzo de 2007     | 2010              |            | Michelle Bachelet Jeria |

### Ministras presidentas
En 2007 se creó el cargo de presidente de la Comisión Nacional del Medio Ambiente, otorgándole el rango de ministro de Estado. Sus titulares fueron:
| N.° | Ministra-presidenta | Ministra-presidenta           | Partido | Inicio              | Final                | Presidente | Presidente        |
| --- | ------------------- | ----------------------------- | ------- | ------------------- | -------------------- | ---------- | ----------------- |
| 1   |                     | Ana Lya Uriarte Rodríguez     | PS      | 26 de marzo de 2007 | 11 de marzo de 2010  |            | Michelle Bachelet |
| 2   |                     | María Ignacia Benítez Pereira | UDI     | 11 de marzo de 2010 | 1 de octubre de 2010 |            | Sebastián Piñera  |

## Áreas de trabajo
Sus áreas de trabajo eran:[cita requerida]
- Descontaminación atmosférica: Una de las herramientas de colaboración en este punto lo constituye el SINCA (Sistema de Información Nacional de la Calidad del Aire) cuyo objetivo es contribuir en la salud de la población promoviendo información oportuna y confiable acerca de la Contaminación Atmosférica en Chile.
- Control de la contaminación
- Protección de la Naturaleza
- Educación ambiental
- Participación ciudadana
- Evaluación de Impacto Ambiental
- Normativa ambiental

## Polémicas

### Mina Invierno
El día martes 15 de febrero de 2011, la COREMA aprobó por unanimidad un proyecto minero a cielo abierto, emplazado en Isla Riesco, en la Región de Magallanes cuyo estudio de impacto ambiental presenta varias falencias.[cita requerida]
El proyecto pretende extraer carbón sub bituminoso que sería utilizado para alimentar centrales termoeléctricas situadas en las zonas cupríferas del norte del país.
El proyecto "Mina Invierno" pone en riesgo al menos un parque nacional de acuerdo con organizaciones ambientalistas y ciudadanas, y significará la tala rasa de 1.500 hectáreas de bosque nativo.
La polémica ha sido extendida por el hecho que el presidente de la república tiene intereses directos en una de las compañías ejecutoras del proyecto ya que es accionista de Copec que pertenece al grupo Angelini impulsor del proyecto junto con el grupo Von Appen.